# Studieförbunden
Studieförbunden, kort för Studieförbunden i samverkan, är de tio svenska studieförbundens bransch- och intresseorganisation och arbetar med att stärka folkbildningens idé och studieförbundens ställning i samhället. Organisationen arbetar med etik- och kvalitetsfrågor för studieförbunden, är förhandlingspart och ingår gemensamma avtal för deras räkning. 
Fram till 31 december 2015 hette Studieförbunden Folkbildningsförbundet.
Folkbildningsförbundet bildades 1903 och har sedan starten haft till uppgift att agitera för folkbildningens sak. Till en början bedrev Folkbildningsförbundet egen folkbildningsverksamhet, bland annat genom att arrangera föreläsningar och sprida litteratur genom mobila boklådor.
Förbundet är en av tre medlemmar i Folkbildningsrådet, som bildades 1991 och som har i uppdrag att fördela statsbidraget till folkbildningen och följa upp dess användning.
Studieförbunden är medlem i EAEA (European Association for the Education of Adults), ICAE (International Council for Adult Education), Vetenskap & Allmänhet och nätverket Folkbildning Norden.